# Инди (музика)
Инди (енгл. Indie, од Independent - независно) сцена се почела развијати у Америци почетком 80-их година 20. века. У почетку је појам независних етикета био везан углавном уз панк рок бендове попут Black Flag и Minor Threat, но до краја 80-их на независној се сцени развио читав низ нових музичких праваца, на пример нојс рок, тви поп, емо (који не ваља поистовећивати с данашњим популарним емо бендовима), нојс поп (такође познат као шугејз или дрим поп) итд.
Још неки од важнијих представника америчке инди сцене из прве половине 80-их су Fugazi, Sonic Youth, Dinosaur Jr., Yo La Tengo, Beat Happening, Replacements, Minutemen, Hűsker Dű, Butthole Surfers, Big Black... Неки од популарнијих представника инди рока (ако се у контексту независне и андерграунд сцене може говорити о „популарности") 90-их и 2000-тих били би Pavement, Neutral Milk Hotel, Built to Spill, Death Cab for Cutie, Modest Mouse, Of Montreal, Broken Social Scene, The Decemberists, Arcade Fire, Суфјан Стивенс.